# Schreck-Attack
Schreck-Attack (Originaltitel: Walk the Prank) war eine US-amerikanische Fernsehserie. In erster Linie handelt es sich bei um eine Versteckte-Kamera-Sendung. Die Kinder Chance, Bailey, Dusty und Herman sowie Onkel Will spielen ahnungslosen Menschen Streiche. Daneben enthält die Serie aber auch einen Sitcom-Anteil mit Handlungssträngen, die sich um die Hauptfiguren drehen.
| Figur      | Darsteller           | Deutscher Sprecher    |
| ---------- | -------------------- | --------------------- |
| Chance     | Cody Veith           |                       |
| Bailey     | Jillian Shea Spaeder | Dalia Mya Schmidt-Foß |
| Dusty      | Brandon Severs       | Jonas Schmidt-Foß     |
| Herman     | Bryce Gheisar        |                       |
| Onkel Will | Tobie Windham        | Valentin Stilu        |